# SSZ-13

SSZ-13ゼオライトの骨格構造 (CHAトポロジー)

SSZ-13とはアルミノシリケートの無機化合物の一種で、CHA骨格構造を有するハイシリカゼオライトであり、0.38 × 0.38 nmのミクロ孔を有する。オフレタイト (OFF)、カンクリナイト (CAN)、エリオナイト (ERI) などの小細孔ゼオライトとは構造が類似しており、ABC-6ファミリーに属する。骨格トポロジーは天然に存在する鉱物である菱沸石（チャバザイト）と同じであり、ハイシリカチャバサイトとも呼ばれるが、SSZ-13は合成ゼオライトでありAl含有量が少なく耐熱性が高い事が特徴である。
典型的な単位格子の組成はQxNayAl2.4Si33.6O72•zH2O (1.4 < x <27)(0.7 < y < 4.3)(1 < z <7) である。ここでQは1-アダマンチルトリメチルアンモニウムであり、SSZ-13細孔の鋳型としての役割がある。1985年にシェブロン社により報告され、メタノール-to-オレフィン (MTO) 反応やNOx選択的触媒還元 (SCR) に有用な触媒である。

## 構造
SSZ-13は天然鉱物である菱沸石のアルミニウム原子の一部をケイ素原子で置き換えた同型置換体に相当する。菱沸石は双晶として存在するが、SSZ-13はもっぱら単晶である。菱沸石の同型置換に相当するゼオライトを総してCHA型ゼオライトと呼ぶ。格子定数はSi/Al比や含有金属種により変化するが、結晶の対称性は基本的には変わらない。
SiまたはAl原子同士を結んで表記したCHA骨格は右図のとおり。4員環、6員環、8員環のみで構成され、ZSM-5やモルデナイトにあるような5員環は見られない。合成時にテンプレートカチオン (1-adamantyltrimethylammonium) が入る事でケージ型の空間が形成する。6員環2枚、4員環6枚からなる2重6員環構造 (D6R) を有する事も特徴である。
酸素原子の大きさをイオン半径 (0.135 nm) で見積もった時の細孔径は0.38 nmであり、小細孔ゼオライトに分類される。小さなガス分子を吸着できるが、有機系の大きな分子は細孔内に入らない。
他の菱沸石同型置換体として、シリコアルミノリン酸塩であるSAPO-34が知られる。

## 合成
SSZ-13は次のようにして合成される。まず水酸化ナトリウム (NaOH) 、1-アダマンチルトリメチルアンモニウム水酸化物 (QOH) およびイオン交換水を用いて溶液を調製し、そこにAl2O3を溶かす。次にフュームドシリカを加え撹拌する。合成混合物の組成は以下のとおり。
10 Na2O : 2.5 Al2O3 : 100 SiO2 : 4400 H2O : 20 QOH.
得られた粘性のあるゲルを室温で2時間撹拌する事でエージングし、その後テフロン容器のオートクレーブを用いて4日間、160oCで水熱処理する。得られた固体はろ過で回収する。テンプレートとして取り込まれたQ+は600℃以上で焼成する事で除去する。

## 用途
SSZ-13は天然鉱物の菱沸石とは異なり、Al含有量が少ないため十分な化学的・熱的安定性を有しており、プロトン交換が可能なため固体酸触媒として使える。また、ゼオライトの中でも特に小さな細孔を有することからメタノール-to-オレフィン (MTO) 反応で高い低級オレフィン (エチレン、プロピレン) 選択性を有する触媒として注目されている。
また、近年ではNOxの選択的触媒還元 (SCR) への用途が研究されており、銅担持SSZ-13はディーゼルエンジンの排ガス浄化触媒として工業的に使われている。